# Marca blanca

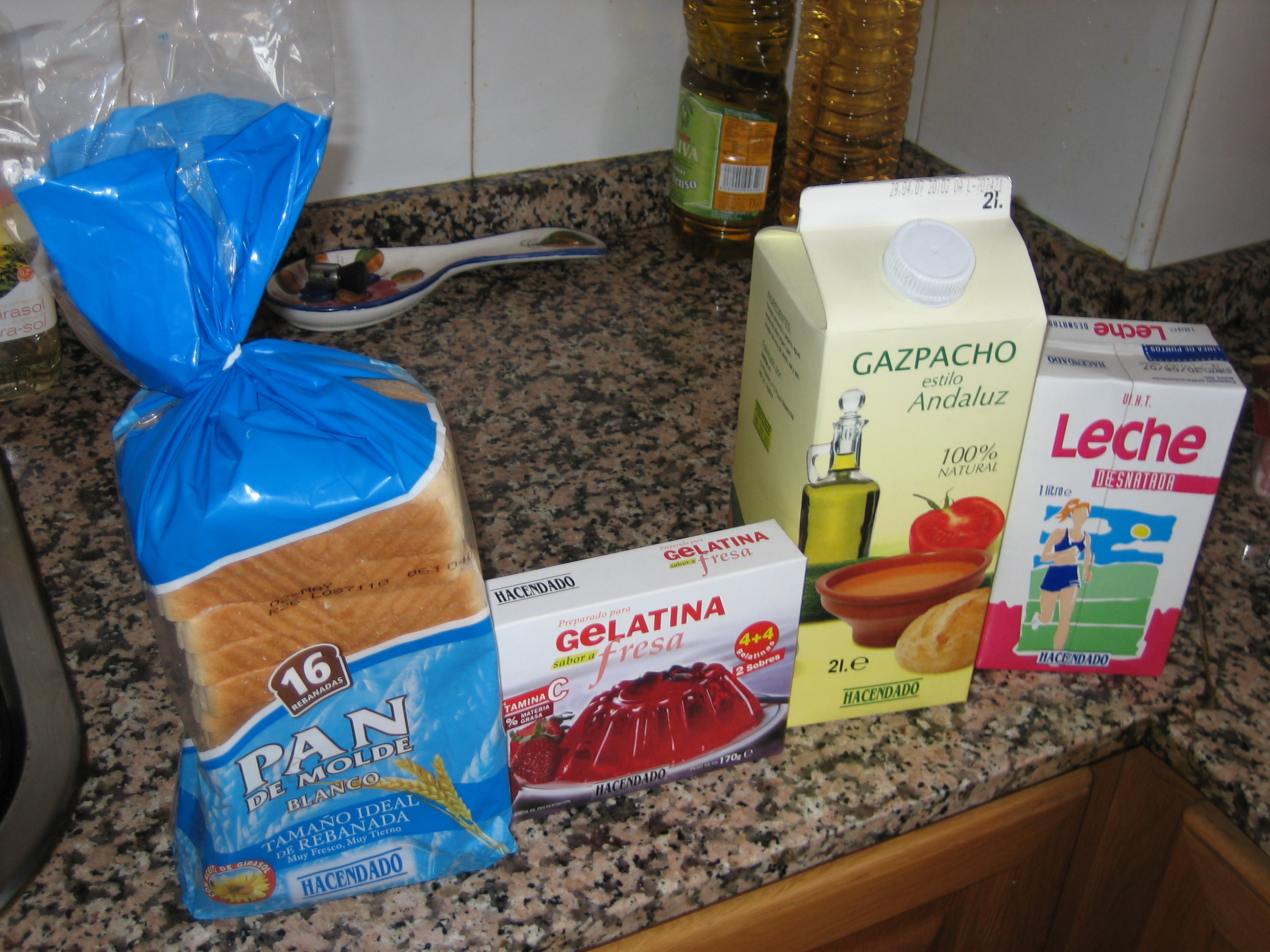
Productos de Hacendado, la marca blanca de Mercadona.

Una marca blanca, también denominada marca del distribuidor (MDD) o marca propia, identifica a los productos pertenecientes a una cadena de distribución (generalmente, híper o supermercado, pero también de gran distribución especializada), los cuales se comercializan exclusivamente en sus establecimientos o en los vinculados al grupo.
El minorista puede comercializar artículos exclusivos con su propio nombre, como ocurre con Grupo Unide, DIA, o Hipercor. Pero también puede crear una marca de distribuidor con un nombre diferente: por ejemplo, Hacendado, El Bosque Verde, Deliplus o Compi son marcas de Mercadona; De Nuestra Tierra y Bluesky de Carrefour; Milbona y Cien, de Lidl; Basic y Belli, de Eroski; Auchan, de Alcampo y Aliada de El Corte Inglés. Simago fue la primera cadena española en tener productos de marca propia. En España tenían una cuota del 15% en el año 2000.
Por lo general, los distribuidores no producen los artículos de sus marcas, sino que subcontratan su producción a otras empresas. La mayoría de la producción de MDD es encargada a fabricantes pequeños y medianos. Muchos de ellos trabajan en exclusiva para minoristas (uno o más de uno), aunque también pueden tener su propia marca de fabricante, posicionadas en el mercado como segundas marcas. En relación con las marcas líderes, sus fabricantes son reacios a producir para las marcas de los minoristas por motivos de estrategia comercial. En 2013, un informe de Esade Brand Institute reveló que menos del 9 % de los fabricantes de marcas líderes en España producían también MDD. A fin de cuentas, son sus competidores en los lineales. También les preocupa que su imagen pueda devaluarse. Resulta bastante normal que una marca líder no produzca para un distribuidor artículos de la misma categoría en que es líder, pero eso no impide que los minoristas le subcontraten la producción de artículos de otras categorías. Por ejemplo, una marca líder en yogures que no produce yogures de marca blanca, pero sí artículos de otras categorías.
En ocasiones, grandes o primeras marcas muy conocidas crean una segunda marca de más bajas prestaciones y a un precio más económico de adquisición para el consumidor, de esta forma dichas grandes marcas consiguen acaparar todos los sectores económicos del mercado sin vulgarizar su primera marca lanzando al mercado productos de más baja calidad o prestaciones con un coste de adquisición más económico que su primera marca.
A los fabricantes de marcas blancas no les interesa relacionar dichos productos de bajo coste a la primera marca que estos tienen, o simplemente no les interesa darse a conocer en el mercado mediante productos de bajo coste que suelen ser los productos de marca blanca.
Las marcas blancas se han considerado tradicionalmente una estrategia B2C (abreviatura de Business-to-customer, ‘del negocio al cliente’, en inglés). Además, las tiendas descuento apuestan por las marcas del distribuidor con una mejor relación calidad/precio.

## Las primeras marcas blancas
El objetivo de las marcas blancas es conseguir una fidelidad comercial para los artículos del establecimiento. El desarrollo de las marcas blancas empezó en 1975, con lo que entonces se llamó «producto libre». La premisa de su lanzamiento era:

«Igual de buenas que las grandes marcas y más baratas (porque no hay gastos de publicidad)».

Los primeros envases de estos artículos eran blancos y bastante asépticos, de ahí el nombre de marca blanca. Trataba de captar al comprador que pretendía comprar un producto básico sin tener que pagar por la marca del fabricante.
Las marcas blancas comenzaron con productos de alimentación de compra frecuente: leche, pastas alimenticias, arroz, legumbres, galletas. Luego incorporaron a su surtido otros artículos de uso frecuente en el hogar, tanto de limpieza como de higiene corporal. Las marcas blancas aparecen y se consolidan para artículos de compra con poca implicación emocional por parte del comprador o usuario final.
La marca blanca ha tenido un gran auge en la distribución alimentaria en los últimos años. En España, hubo un crecimiento del 25,4 % entre 2005 y 2022, pasando del 24,1 % al 49,5 % de cuota. Las MDD han llegado a superar a las marcas de fabricante en Reino Unido y en Suiza. La confianza que el consumidor ponía en un fabricante se traslada a una cadena de distribución que merece su aprobación.
MDD, países con mayor cuota de mercado  en Europa en 2018

## Polémica respecto a su nombre
Aunque en general se ha popularizado su nombre como marca blanca, dentro del ámbito comercial se refiere a ella como marca de distribuidor o MDD. El concepto de marca de distribuidor confirma el hecho de que aunque no sea una marca comercial sí que dispone su propia identidad, diseño, y publicidad. En lugar de tener campañas publicitarias en medios, su publicidad se realiza a través de la publicidad en el lugar de venta (PLV). El diseño de sus envases ya no es blanco, sino que lleva diseño. En muchos de los productos de marca de distribuidor se realizan ventas cruzadas en las que se obliga al cliente a ser fiel a la marca, como podría ser el caso de los difusores de ambientadores y los recambios, teléfonos móviles que sólo funcionan con su operador, o similares.
La marca de distribuidor, a diferencia de la marca blanca que aparecieron en los años 70 cuenta con un reconocimiento de exclusividad, asociado a la marca del distribuidor del producto. En algunos casos las marcas de distribuidor se han vuelto tan populares que han llegado a desplazar a marcas tradicionales. La reducción del precio de estos productos, frente a otros en los que marca es compartida por diferentes distribuidores, es notable. El incremento de la venta de estos productos, frente al desconocimiento de la nomenclatura de marca de distribuidor, ha provocado que popularmente se haya extendido esta acepción.
En otros países, como los de habla inglesa, donde se suele aplicar el término private label, sí que existe esta diferencia de manera más evidente, refiriéndose a marca de distribuidor o marca blanca, dependiendo de su envase. Además, en España no es popular el hecho de que en un mismo supermercado convivan marcas, marcas de distribuidor, y marcas blancas. No obstante en otros países es habitual encontrar productos de gama básica que carecen de ninguna personalización asociada al distribuidor como una gama aún más económica.